# Красноградський технікум механізації сільського господарства імені Ф.Я. Тимошенка
Красноградський технікум механізації сільського господарства імені Ф. Я. Тимошенка — державний вищий навчальний заклад І рівня акредитації, підпорядкований Міністерству аграрної політики України та розташований у Берестині Харківської області.

## Історія
Красноградський технікум механізації сільського господарства імені Ф. Я. Тимошенка — це найстаріший навчальний заклад нашого міста Берестина, Харківської області.
Він був заснований 1 жовтня 1922 року як сільськогосподарський технікум. І тепер щороку цього дня ми відзначаємо день народження технікуму.
Технікум був відкритий на базі Костянтиноградської земської навчальної ремісничої майстерні, заснованої в 1896 році, і Костянтиноградської земської школи садівництва та дереворозсадництва, городництва, заснованої у 1911 році.
У 1923 р. Красноградський сільськогосподарський технікум отримав, як базу, колишнє господарство общини (с. Мар'янівка Магдалинівського району Дніпропетровської області) до тих земель, які вже мав від ремісничої майстерні і школи садівництва в районі села Піщанка.
У 1924 р. Красноградський сільськогосподарський технікум став філією Полтавського сільськогосподарського інституту з підпорядкуванням Наркомісаріату народної освіти УРСР. Перший випуск спеціалістів відбувся в 1925 році.
З 1948 по 1957 рр. у технікумі існує два відділення — «Агролісомеліорація» та «Механізація сільського господарства».
У 1955 році Красноградський технікум був перейменований на технікум механізації сільського господарства (Наказ Міністерства сільського господарства УРСР № 6-16-5613 від 15 серпня 1955 р.).
З 1957 по 1960 рр. існує одне відділення «Механізація сільського господарства».
У 1960 р. в Красноградському технікумі відкривається нове відділення «Бухгалтерський облік» та заочне відділення зі спеціальностями: «Механізація сільського господарства» та «Бухгалтерський облік».
У 1966 р. в Красноградському технікумі відкривається відділення «Електрифікація і автоматизація сільського господарства».
23 червня 1972 р. технікуму присвоєне звання Героя Радянського Союзу Федора Якимовича Тимошенка, випускника технікуму (Постанова Ради Міністрів УРСР № 385 від 21 червня 1972 р.)

## Структура, спеціальності
Технікум готує молодших спеціалістів за фахом:
- 5.03060101 Організація виробництва;
- 5.03050702 Комерційна діяльність;
- 5.03050901 Бухгалтерський облік;
- 5.10010201 Експлуатація та ремонт машин і обладнання агропромислового виробництва;
- 5.10010102 Монтаж, обслуговування та ремонт електротехнічних установок в агропромисловому комплексі.
- 2016 року технікум набрав студентів на такі спеціальності:
- 208 Агроінженерія
- 071 Облік і оподаткування
- 141 Електроенергетика, електротехніка та електромеханіка
- 075 Маркетинг
- 076 Підприємство, торгівля та біржова діяльність